# Klaus Pohl (Informatiker)
Klaus Pohl (* 1960 als Klaus Mussgnug in Karlsruhe) ist ein deutscher Informatiker und Hochschullehrer.

## Leben
Klaus Pohl studierte von 1984 bis 1988 Informatik an der Fachhochschule Karlsruhe und 1989 Informationswissenschaft an der Universität Konstanz. Vor seiner Promotion an der RWTH Aachen im Jahr 1995 und der Habilitation 1999 an der RWTH Aachen war er mehrere Jahre als Softwarearchitekt, Softwareentwickler und Berater tätig. Seit 1999 leitet er als ordentlicher Professor die Arbeitsgruppe Software Systems Engineering am Institut für Informatik und Wirtschaftsinformatik (ICB) der Universität Duisburg-Essen und ist dort seit 2010 geschäftsführender Direktor von paluno – The Ruhr Institute for Software Technology.
Von 2005 bis 2007 war er wissenschaftlicher Gründungsdirektor von Lero – The Irish Software Engineering Research Centre in Limerick und 2006 Gründungsmitglied des International Requirements Engineering Board (IREB). 2007 wurde er zum außerplanmäßigen Professor an der University of Limerick ernannt und 2014 von der Gesellschaft für Informatik als GI Fellow ausgezeichnet.
Klaus Pohl ist Autor, Co-Autor und Herausgeber von über 250 Publikationen. Seine Forschungsinteressen liegen in den Bereichen digitale, vernetzte Systeme, Anforderungsanalyse, service-basierte Systeme und Software-Produktlinien.

## Monographien
- Process-Centered Requirements Engineering (= Advanced Software Development Series, 5), Research Studies Press Ltd, Taunton Somerset, England, 1996, ISBN 0-86380-193-5 (= Dissertation).
- Requirements Engineering. Grundlagen, Prinzipien, Techniken, 2. Aufl., dpunkt.verlag, Heidelberg 2008, ISBN 978-3-89864-550-8 (englisch: Requirements Engineering. Fundamentals, Principles, and Techniques, Springer, Berlin/Heidelberg 2010, ISBN 978-3-642-12577-5).
- mit Chris Rupp: Basiswissen Requirements Engineering. Aus- und Weiterbildung nach IREB-Standard zum Certified Professional for Requirements Engineering Foundation Level, 5. Aufl., Heidelberg 2021, ISBN 978-3-86490-814-9 (englisch: Requirements Engineering Fundamentals. A Study Guide for the Certified Professional for Requirements Engineering Exam – Foundation Level – IREB compliant, 2. Aufl., Rocky Nook, 2015, ISBN 978-1-937538-77-4).

## Tagungsbände (Auswahl)
- David Notkin, Betty H.C. Cheng und Klaus Pohl (eds.): Proceedings of the 35th International Conference on Software Engineering (ICSE '13), IEEE/ACM, 2013.
- Birgit Geppert und Klaus Pohl (eds.): Proceedings of the 12th International Software Product Line Conference (SPLC 2008), Los Alamitos, IEEE, 2008.
- Petri Mähönen, Klaus Pohl und Thierry Priol (eds.): Towards a Service-Based Internet. Proceedings of the 1st European Conference ServiceWave 2008, Volume 5377 of Lecture Notes in Computer Science, Berlin, Heidelberg, Springer, 2008.
- Klaus Pohl, Patrick Heymans, Kyo-C. Kang und Andreas Metzger (eds.): Proceedings of the 1st International Workshop on Variability Modelling of Software-Intensive Systems (VaMoS 2007), Volume 1 of Technical Report, Lero Int. Science Centre, University of Limerick, 2007.
- Eric Dubois und Klaus Pohl (eds.): Proceedings of the 18th International Conference on Advanced Information Systems Engineering (CAiSE 2006), Volume 4001 of Lecture Notes in Computer Science, Berlin, Heidelberg, Springer, 2006.
- Klaus Pohl, Günter Böckle und Frank van der Linden (eds.): Software Product Line Engineering: Foundations, Principles, and Techniques, Springer, Berlin, Heidelberg, New York, 2005; Japanische Übersetzung: 2009; Chinesische Übersetzung: 2013.
- J. Henk Obbink und Klaus Pohl (eds.): Proceedings of the 9th International Conference on Software Product Line (SPLC 2005), Volume 3714 of Lecture Notes in Computer Science, Berlin, Heidelberg, Springer, 2005.
- Eric Dubois und Klaus Pohl (eds.): Proceedings of the 10th Anniversary IEEE Joint International Conference on Requirements Engineering (RE 2002), Los Alamitos, IEEE, 2002.
- Matthias Jarke, Klaus Pasedach und Klaus Pohl (eds.): Proceedings der Informatik '97, Informatik als Innovationsmotor: 27. Jahrestagung der Gesellschaft für Informatik, Informatik Aktuell, Berlin, Heidelberg, Springer, 1997.
- Klaus Pohl, Gernot Starke und Peters Peter (eds.): Proceedings of the 1st International Workshop on Requirements Engineering: Foundation of Software Quality (REFSQ'94), Volume 6 of Aachener Beiträge zur Informatik, Aachen, Verlag der Augustinus Buchhandlung, 1994.